# Parafia Nawrócenia św. Pawła Apostoła w Wojdatach
Parafia Nawrócenia św. Pawła Apostoła w Wojdatach (dawniej w Białej Wace) – rzymskokatolicka parafia znajdująca się w archidiecezji wileńskiej, w dekanacie trockim, na Litwie.
Parafia obsługuje kaplicę w Skorbucianach, formalnie należącą do parafii w Starych Trokach.
Msze święte odprawiane są w językach polskim i litewskim w Wojdatach oraz w polskim w Skorbucianach.

## Historia
W 1813 w Wojdatach zbudowano kaplicę. Inicjatorem budowy prawdopodobnie był proboszcz parafii św. Szczepana w Wilnie.
W latach 1907-1910 zbudowano obecny kościół w Białej Wace, fundacji właścicieli dóbr Biała Waka Hilarego i Marii Łęskich h. Ostoja i ich syna Włodzimierza. 17 października 1910 świątynię poświęcił administrator diecezji wileńskiej ks. Kazimierz Mikołaj Michalkiewicz. Pierwszym proboszczem został ks. Józef Fordon, wcześniej usunięty z Wilna przez władze carskie.
W okresie międzywojennym parafia, wówczas z siedzibą w Białej Wace, należała do dekanatu trockiego archidiecezji wileńskiej. Parafia działała nieprzerwanie przez cały okres komunizmu.

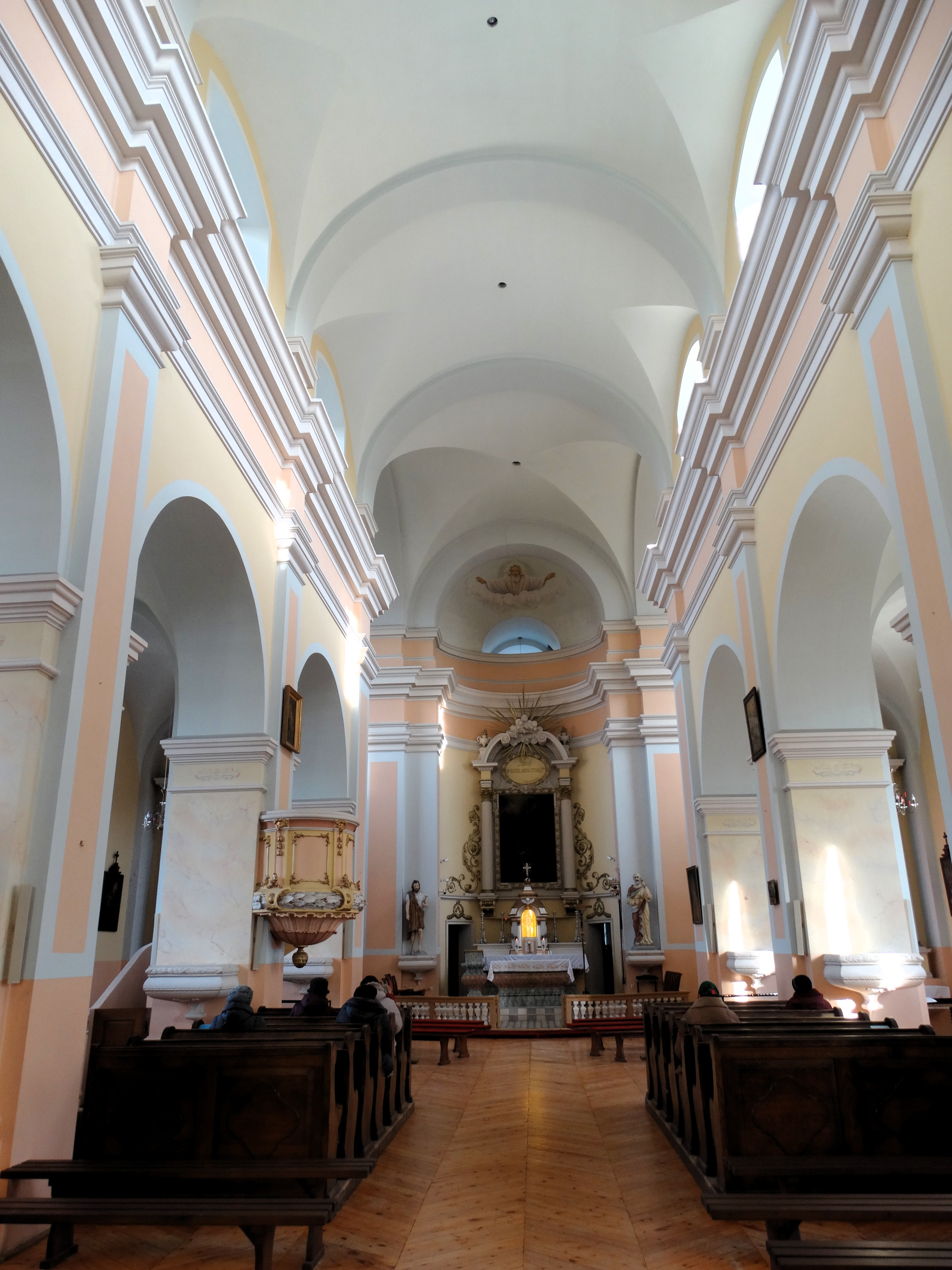
wnętrze kościoła w Wojdatach
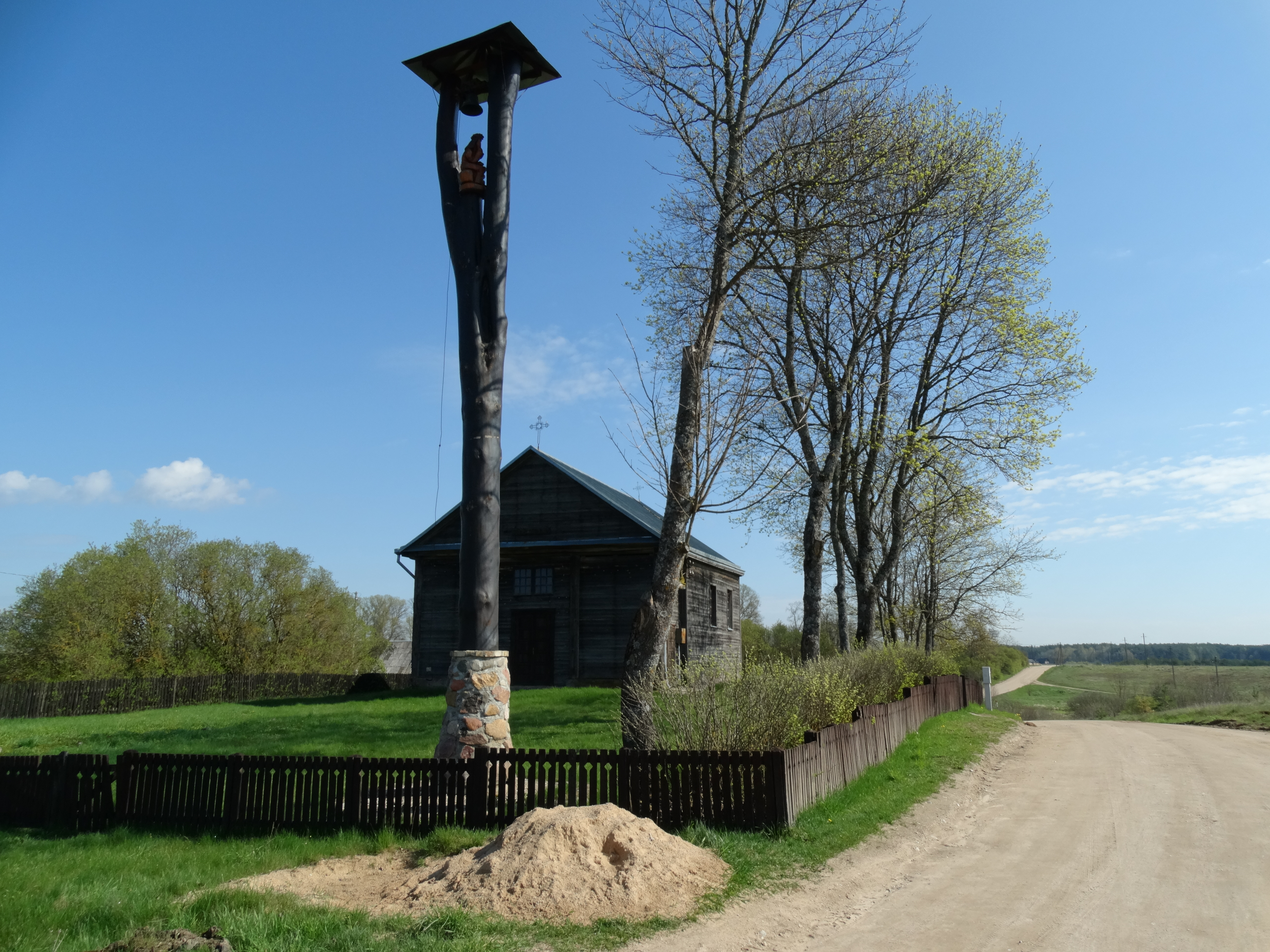
kaplica w Skorbucianach

## Proboszczowie
- ks. Józef Fordon
- ks. Krzywicki
- ks. Antoni Czyżewski (1922 - 1929)
- ks. Seweryn Janowski (1929 - 1939)
- ks. Oziewicz
- ks. Leopold Chomski (1947 lub 1949 - 1982)
- ks. Antanas Valatka (1982 - 1987)
- ks. Henryk Błażewicz (1987 - 1992)
- ks. Walenty Szusza (1992 - 1997)
- ks. Rajmundas Macidulskas (1997 - ?)
- ks. Józef Narkun (? - 2019)
- ks. Jerzy Witkowski (2019 - 2020)
- ks. Daniel Dzikiewicz (2020 - nadal)[5]